# Вівер
Вівер (ісп. Viver) — муніципалітет в Іспанії, у складі автономної спільноти Валенсія, у провінції Кастельйон. Населення — 1695 осіб (2010).

## Географія
Муніципалітет розташований на відстані близько 270 км на схід від Мадрида, 48 км на захід від міста Кастельйон-де-ла-Плана.
На території муніципалітету розташовані такі населені пункти: (дані про населення за 2010 рік)
- Агуас-Бланкас: 14 осіб
- Масада-дель-Сордо: 15 осіб
- Масіас-де-Паррела: 23 особи
- Масіас-дель-Крісто: 2 особи
- Масіас-дель-Ріо: 20 осіб
- Вівер: 1621 особа

## Демографія
Динаміка населення (INE ):

## Галерея зображень

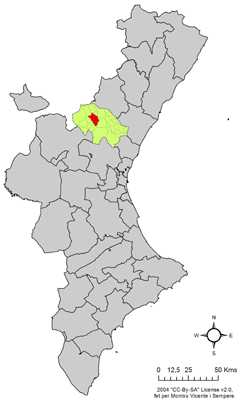
Розташування муніципалітету Вівер у автономній спільноті Валенсія
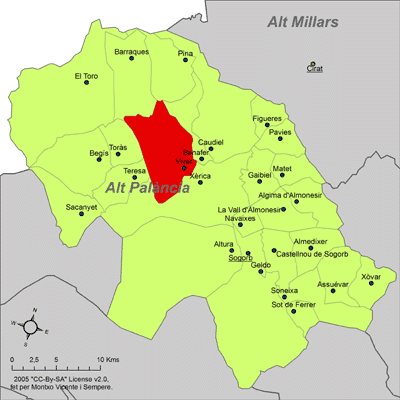
Розташування муніципалітету Вівер у комарці Альто-Палансія
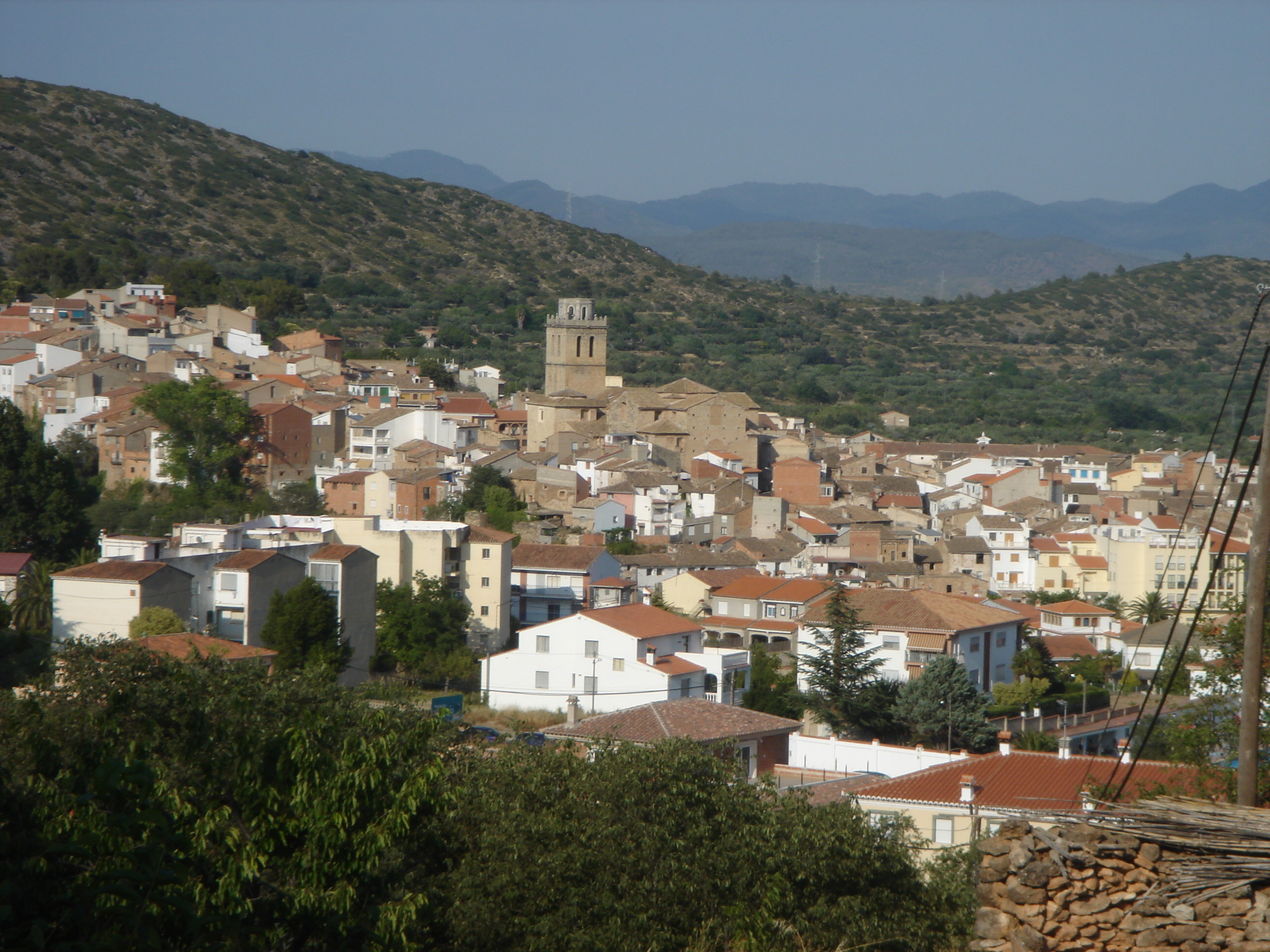
Вівер
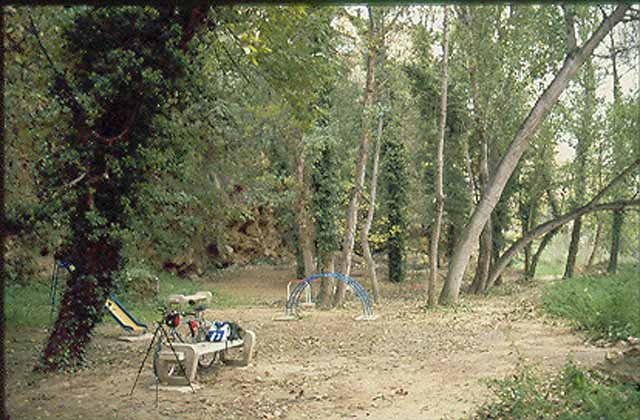
Ла-Флореста